# Gary Felix
Gary Felix (sinh ngày 31 tháng 10 năm 1957) là một cầu thủ bóng đá người Anh, thi đấu ở vị trí tiền vệ ở Football League cho Chester.